# Hada consectatrix
Hada consectatrix là một loài bướm đêm trong họ Noctuidae.